# غيم لوفت
غيم لوفت (بالإنجليزية: Gameloft) هي شركة فرنسية مطورة وناشرة لألعاب الفيديو مقرها باريس، فرنسا، تأسست عام 1999. لدى الشركة فروع في 31 دولة حول العالم. قام بتأسيس الشركة الأخوة غيلموت (بالإنجليزية: Guillemot) مؤسسو ومالكو شركة يوبي سوفت. تركز الشركة على صنع ألعاب للهواتف المحمولة، لكنها أيضاً قامت بتطوير ألعاب للمنصات مثل بلاي ستيشن 3 وإكس بوكس 360 وأنظمة تشغيل مايكروسوفت ويندوز.

## بعض ألعابها
- سلسلة ن.و.ف.ا
- أساسنز كريد: التايرز كرونيكلز
- اسفلت لعبة السيارات الخارقه
- العالم تحت السلاح
- درايفر
- أسفلت
- Green Farm 3
- السرعة والغضب 5
- سبايدرمان القوة القصوى
- جامعة الوحوش
- قرية العصر الجليدي
- مغامرات العصر الجليدي
- سلسلة مودرن كومبات
- دسبيكابل مي: مينيون راش
- كينغدومز ولوردز
- ممالك ديزني السحرية
- اسفلت نيترو
- ريل فوتبال
- اسفلت : اير بورن

six-gun

## طالع
- سي دي بروجكت ريد
- كيلو